# Singular: Act I
Singular: Act I è il terzo album in studio della cantante statunitense Sabrina Carpenter, pubblicato il 9 novembre 2018 dalla Hollywood Records.

## Antefatti
Carpenter ha iniziato a scrivere l'album nel 2016, poco dopo il lancio di Evolution, ma ha iniziato a registrare le canzoni solo nel 2017. Inizialmente doveva essere un unico album, ma successivamente, venne annunciato che sarebbe stato diviso in Act I e Act II.
In un'intervista a Billboard, riguardo all'album, disse:

## Descrizione
L'album si apre con il singolo Almost Love, descritto come un "inno spigoloso" e che parla di una relazione pronta a fare il passo successivo. Paris è "un'ode alla città dell'amore" che ricorda alla cantante un amante di Los Angeles mentre si trova a Parigi. Hold Tight è una canzone "R&B e vagamente retrò", l'unica collaborazione dell'album. Sue Me parla della fine di una relazione e rappresenta la pura fiducia. L’album prosegue con Prfct, che parla della realtà dell'amore e la cui produzione mette in primo piano la voce di Carpenter. Bad Time è una canzone guidata dal synth pop, mentre Mona Lisa è descritta come "seducente". Il brano di chiusura dell'album, Diamonds Are Forever, mostra la cantante riconoscere il valore di sé, mentre canta con uno stile soul.

## Singoli

### Almost Love
Almost Love è il primo singolo tratto da Singular: Act I ed è stato rilasciato il 6 giugno 2018, e presentato in anteprima al Wango Tango 2018 il 2 giugno.
Sempre a Billboard, disse: 
La canzone è stata scritta da Carpenter stessa, Steph Jones, Nate Campany e Mikkel Storleer Eriksen ed è stata prodotta dagli Stargate. Dal vivo è stata presentata il 2 giugno al Wango Tango e il 1º ottobre nel The Late Late Show with James Corden.
Il video musicale è stato rilasciato su YouTube il 13 luglio 2018.

### Sue Me
Sue Me è il secondo singolo tratto da Singular: Act I ed è stato rilasciato con l'album il 9 novembre 2018.

### Singoli promozionali
La Carpenter ha rilasciato due singoli promozionali prima dell'uscita dell'album, intitolati Paris e Bad Time.

## Tracce
1. Almost Love – 3:32 (Sabrina Carpenter, Steph Jones, Nate Campany, Mikkel Eriksen)
2. Paris – 3:38 (Jason Evigan, Brett McLaughlin, Sabrina Carpenter)
3. Hold Tight (feat. Uhmeer) – 2:55 (Brett McLaughlin, Sabrina Carpenter, Mike Sabath)
4. Sue Me – 2:59 (Sabrina Carpenter, Warren "Oak" Felder, Steph Jones, Trevor Brown, William Zaire Simmons)
5. Prfct – 2:46 (Sabrina Carpenter, Rob Persaud, Jenna Andrews)
6. Bad Time – 3:04 (Oscar Görres, Sabrina Carpenter, Julia Karlsson)
7. Mona Lisa – 2:18 (Sabrina Carpenter, Jordan Johnson, Stefan Johnson, Marcus Lomax, Oliver Peterhof, James Abrahart, Nate Campany)
8. Diamonds Are Forever – 3:49 (Sabrina Carpenter, Johan Carlsson, Ross Golan, Dallas Davidson)

Tracce esclusive della versione giapponese
1. Alien (con Jonas Blue) – 2:55 (testo: Sabrina Carpenter, Janee Bennett, Jonas Blue)
2. Almost Love (Stargate warehouse mix) – 3:20
3. Sue Me (KC Lights remix) – 3:22
4. Alien (con Jonas Blue) (M-22 remix) – 3:25
5. Why – 2:51 (testo: Sabrina Carpenter, Jonas Jeberg, Brett McLaughlin)